# M&G
Ne doit pas être confondu avec Mail & Guardian.
M&G Investments (Municipal & General Securities) est l’un des tout premiers acteurs de la gestion d'actifs et la gestion de fonds d’investissement en Europe. Depuis le lancement de son premier fonds en 1931 au Royaume-Uni, M&G a développé un savoir-faire reconnu sur de nombreuses classes d’actifs, notamment sur les actions, les obligations ou l’immobilier d’entreprise.

## Histoire
La société Municipal & General Securities (M&G) est créé en 1901.
En 1931, M&G lance au Royaume-Uni le premier fonds destiné au grand public en Europe. En 1994, M&G crée le premier fonds d'obligations d'entreprise au Royaume-Uni.
En 1999, le groupe Prudential rachète M&G (730.000 clients, 18,5 milliards d'actifs sous gestion) pour 1,9 milliard de livres. Le Esmee Fairbairn Charitable Trust, alors principal actionnaire de M&G avec 33% des parts, accepte de vendre l'intégralité de ses actions dans la transaction. Prudential rachète l'action à 25 livres, 40% de plus que sa valeur au moment de l'achat.
2001-2006 : Ouverture de bureaux dans les principaux pays d’Europe.
En 2007, M&G ouvre un bureau à Paris. En 2010-2011, M&G, via sa filiale Infracapital, acquiert Alticom Holdings (filiale néerlandaise du groupe français TDF) qui assure une grande partie de la diffusion des ondes hertziennes et mobiles aux Pays-Bas,. En 2017, M&G revend 100% d'Alticom à l'Espagnol Cellnex Telecom.
En juillet 2016, à la suite du vote en faveur du Brexit, M&G ferme le plus grand fonds d'immobilier commercial de Grande-Bretagne (4,4 milliards de livres). En mars 2017, M&G annonce la création de deux entreprises au Luxembourg pour délocaliser du Royaume-Uni certains de ses fonds. En août 2017, Prudential fusionne M&G avec Prudential UK et Prudential Europe pour former M&G Prudential qui réunit 332 milliards de livres d'actifs en gestion et 6 millions de clients. En mai 2018, M&G transfert 21 de ses fonds de droit britannique vers le Luxembourg.
En octobre 2019, Prudential opère la scission de M&G Prudential, qui redevient M&G et investit le même mois 875 millions de livres dans la construction de deux tours de bureaux sur Leadenhall Street dans le cœur du centre historique londonien. En décembre 2019, M&G est obligé de suspendre son fonds immobilier M&G Property Portfolio (91 biens commerciaux au Royaume-Uni, 2,54 milliards de livres) face aux retraits importants opérés par ses actionnaires (entre 750 et 900 millions de livres),, puis immobilise un deuxième fonds, Prudential M&G Property Portfolio Fund, quelques jours plus tard.